# A Dama do Lotação (filme)
A Dama do Lotação é um filme brasileiro de 1978 do gênero drama erótico, dirigido por Neville d'Almeida em 1978. Baseado no conto homônimo de Nelson Rodrigues.
O filme é a sétima maior bilheteria do cinema brasileiro, com 6,5 milhões de ingressos, superado apenas por Nada a Perder: Contra Tudo. Por Todos, Minha Mãe É uma Peça 3, Os Dez Mandamentos: O Filme, Tropa de Elite 2: O Inimigo Agora é Outro, Dona Flor e Seus Dois Maridos e Minha Mãe é uma Peça 2.

## Sinopse
Solange e Carlos se conhecem desde a infância e se casam. Na noite de núpcias, Solange resiste ao seu marido, que, impaciente, acaba estuprando-a. Solange fica traumatizada e, apesar de desejar Carlos, não quer mais nada com ele. Para se satisfazer, ela começa a fazer sexo com homens que não conhece, que encontra andando de lotação (ônibus que faz transporte público).

## Elenco
| Ator                 | Personagem                  |
| -------------------- | --------------------------- |
| Sônia Braga          | Solange                     |
| Nuno Leal Maia       | Carlos                      |
| Jorge Dória          | Dr. Alexandre               |
| Paulo César Pereio   | Assunção                    |
| Yara Amaral          | Dona Matilde                |
| Cláudio Marzo        | Psicanalista de Solange     |
| Roberto Bonfim       | Bacalhau                    |
| Ivan Setta           | Mosquito                    |
| Paulo Villaça        | Vadio                       |
| Márcia Rodrigues     | Dolores                     |
| Ney Santanna         | Contínuo                    |
| Rodolfo Arena        | Malandro                    |
| Thaís de Andrade     | Secretária do pai de Carlos |
| Waldir Onofre        | Passageiro                  |
| Washington Fernandes | Passageiro                  |
| Liège Monteiro       |                             |

## Recepção
Marcelo Miranda em sua crítica para o Filmes Polvo disse que "A Dama do Lotação é quase um filme imbatível. Para atingir a massa popular que frequentava o cinema brasileiro nos anos 70, a protagonista era Sônia Braga, atriz muito em alta na época por participar com grande repercussão de novelas na Globo. O chamariz 'Sônia Braga pelada' foi fundamental para o alcance e repercussão que o filme conseguiu quando exibido comercialmente. (...) Visto mais de três décadas depois, o filme de Neville D’Almeida perdeu boa parte de suas cartadas: a atriz é motivo de chacota desde quando foi tentar carreira internacional e o uso de Nelson Rodrigues como baliza de reconhecimento já ficou para trás. E justamente por essas faltas é que (...) nos parece ainda tão fascinante: sem estes sustentáculos que o tempo tratou de explicitar, o filme continua surgindo muito forte na tela, ainda cheio de questões relevantes sobre a falsidade das relações sociais."

## Controvérsia
Na análise do filme publicada por Filipe Pereira no Papo de Cinema em agosto de 2016, consta que o gênero do filme, a pornochanchada, "foi um movimento utilizado pelos militares para desviar a atenção do povo da ditadura militar no Brasil (1964–1985), liberando através do sexo quase explicito a repressão política que habitava o Brasil. Por esses motivos, e pelo filão ter substituído o Cinema Novo como ponto principal do cinema brasileiro, este A Dama do Lotação (e tantos outros) é comumente tachado de arte menor pela crítica de cinema, mas em alguns casos há mensagens ocultas interessantes."